# Villa Lukóy
Le villa Lukóy (en hongrois : Lukóy-villa) est un édifice situé dans le 2e arrondissement de Budapest.